# Албертини (Хабсбурги)
Албертиниката линия (на немски: Albertinische Linie) са линия, клон на фамилията Хабсбурги.
Първият член на тази линия е херцог Албрехт I (1349/1350 – 1395) от фамилията Хабсбурги, третият син на херцог Албрехт II († 1358) и Йохана фон Пфирт (†1324), дъщеря на граф Улрих III фон Пфирт.
Фамилията Хабсбурги се разделя чрез договора от Нойберг на 25 септември 1379 г. на Леополдинска и Албертинска линии от братята Албрехт III с плитката и Леополд III.
Албрехт получава Австрия об и под Енс (без територията около Винер Нойщат) заедно със Залцкамергут.
От 1463 г. Хабсбургските земи са отново обединени.

## Албертиниката линия
- Албрехт I, херцог на Австрия (1365 – 1395)
- Албрехт IV, херцог на Австрия (1395 – 1404)
- Албрехт V, херцог на Австрия (от 1411), римско-немски крал Албрехт II (от 1438), крал на Унгария (от 1438), крал на Бохемия (от 1438) (1404 – 1439)
- Владислав Постум, херцог на Австрия, крал на Унгария, крал на Бохемия (1440 – 1457)